# 小行星7559
小行星7559（7559 Kirstinemeyer）是一颗围绕太阳公转的小行星。1985年11月14日，波爾·延森在霍尔拜克发现了此天体。
这颗小行星的绝对星等为232.0591753017516等。